# 陳韋利
陳韋利（1988年3月4日—），藝名韋利，畢業於華岡藝校，現就讀於國立台灣戲曲學院京劇科。為伊林模特兒經紀公司旗下模特兒，曾參加《我愛黑澀會》成為其中美眉。由於外型成熟性感，與伊林的師姐妹共同參予歌手伍佰《燒火》MV的演出。

## 主持
- Channel V
  - 《我愛黑澀會》
  - 《美眉普普風》
- 八大娛樂K台
  - 《台灣樂起來》（助理主持人）
- 東風衛視
  - 《估價王》（助理主持人）
- 中視
  - 《周日八點黨》（助理主持人）
- 巴哈姆特電玩資訊站
  - 《巴哈姆特電玩瘋》

## 電視CF
- 2006遠傳電信
- 2008威寶電信
- 2008大陸天美意鞋
- 2008麥當勞
- 2009女神onlin
- 2009C.C Lemon
- 2010海生館
- 2010麥當勞
- 2010Sony相機
- 2011香港房地產
- 2012神魔空姐時代Onlin
- 2012必勝客
- 2013麥當勞 芝麻冰炫風
- 2013sony xperia Z
- 2013奇摩購物中心 9周年慶
- 2014Toyota 對象篇
- 2014萌髮566植萃健髮洗髮露
- 2015台新銀行玫瑰卡
- 2015麥當勞 玩味美式時尚 加州篇
- 2015植萃566咖啡因洗髮露
- 2015zuzai自在 絲感奇蹟輕裸內著
- 2015花王漂白水 實驗篇
- 2015荷卡廚房
- 2016UNIQLO TAIWAN
- 2016麥當勞 早餐
- 2016屈臣氏
- 2017寶島眼鏡（威漫篇）

## MV
- 燒火（歌曲收錄於伍佰《忘情1015》專輯，2007/06/08）
- 缺席（黃靖倫2009)
- 啦啦...啦啦啦（陳昇2010)
- 錯的人（蕭亞軒2010)
- 愛無畏（蕭亞軒2013)
- 不曾離開（孔令奇2013)
- 傳聞（周柏豪2014)